# Гийом дьо Шартър
Гийом дьо Шартър (Guillielmus de Carnoto, Willemus de Carnoto) е Велик магистър на тамплиерите между 1209 и 1218. През 1210 той присъства на коронацията на Жан дьо Бриен като Йерусалимски крал.